# Mark Lawrence (écrivain)
Pour les articles homonymes, voir Mark Lawrence et Lawrence.
Œuvres principales
- Série L'Empire brisé
- Série La Reine rouge
- Série Le Livre des anciens

Mark Lawrence, né le 28 janvier 1966 à Champaign-Urbana en Illinois, est un écrivain américain et britannique de fantasy. Il a obtenu deux fois le prix David Gemmell.

## Biographie
Mark Lawrence est un chercheur spécialisé en intelligence artificielle. Père de quatre enfants, il passe son temps libre à s'occuper de sa fille handicapée.

## Œuvres

### UniversL'Empire brisé

#### SérieL'Empire brisé
1. Le Prince écorché, Bragelonne, 2012 ((en) Prince of Thorns, 2011)

- Le Dormeur écorché, Bragelonne, 2014 ((en) Sleeping Beauty, 2013)Roman court paru uniquement au format électronique

1. Le Roi écorché, Bragelonne, 2013 ((en) King of Thorns, 2012)
2. L'Empereur écorché, Bragelonne, 2014 ((en) Emperor of Thorns, 2013)Prix David Gemmell 2014

#### SérieLa Reine rouge
1. Le Prince des fous, Bragelonne, 2014 ((en) Prince of Fools, 2014)
2. La Clé du menteur, Bragelonne, 2015 ((en) The Liar’s Key, 2015)Prix David Gemmell 2016
3. La Roue d'Osheim, Bragelonne, 2017 ((en) The Wheel of Osheim, 2016)

### SérieLe Livre des anciens
1. Sœur Écarlate, Bragelonne, 2017 ((en) Red Sister, 2017)
2. Sœur Grise, Bragelonne, 2018 ((en) Grey Sister, 2018)
3. Sœur Sainte, Bragelonne, 2019 ((en) Holy Sister, 2019)

### SérieImpossible Times
1. (en) One Word Kill, 2019
2. (en) Limited Wish, 2019
3. (en) Dispel Illusion, 2019

### SérieLe Livre des glaces
1. La Fille et les Étoiles, Bragelonne, 2021 ((en) The Girl and the Stars, 2020), trad. Claire Kreutzberger, 480 p.  (ISBN 979-10-281-1587-6)
2. La Fille et la Montagne, Bragelonne, 2021 ((en) The Girl and the Mountain, 2021), trad. Claire Kreutzberger, 480 p.  (ISBN 979-10-281-1712-2)
3. La Fille et la Lune, Bragelonne, 2023 ((en) The Girl and the Moon, 2022), trad. Claire Kreutzberger, 528 p.  (ISBN 979-10-281-2099-3)

### SérieLa Trilogie de la bibliothèque
1. Le Livre qui refusait de brûler, Bragelonne, 2024 ((en) The Book That Wouldn't Burn, 2023), trad. Claire Kreutzberger, 624 p.  (ISBN 979-10-281-2141-9)
2. Le Livre qui brisa le monde, Bragelonne, 2025 ((en) The Book That Broke the World, 2024), trad. Claire Kreutzberger, 456 p.  (ISBN 979-10-281-2541-7)
3. (en) The Book That Held Her Heart, 2025

### SérieWild Cards
1. (en) Knaves Over Queens, 2018Anthologie de nouvelles écrites avec Paul Cornell, Peadar Ó Guilín (en), Marko Kloos (en), Kevin Andrew Murphy (en), Emma Newman, Peter Newman (en), Melinda Snodgrass, Caroline Spector et Charles Stross